# Bhadravati
Bhadravati oder Bhadravathi (Kannada ಭದ್ರಾವತಿ) ist eine ca. 150.000 Einwohner zählende Industriestadt im südwestindischen Bundesstaat Karnataka.

## Lage
Bhadravati liegt im geografischen Zentrum Karnatakas zu beiden Seiten des Flusses Bhadra in einer Höhe von knapp 600 m ü. d. M.; die Distriktshauptstadt Shivamogga befindet sich ca. 23 km (Fahrtstrecke) nordwestlich und die Millionenstadt Bangalore liegt ca. 280 km südöstlich. Das Klima ist oft schwül; Regen fällt hauptsächlich während der Monsunmonate Juni bis September.

## Bevölkerung
Offizielle Bevölkerungsstatistiken werden erst seit 1991 geführt und veröffentlicht.
| Jahr      | 1991   | 2001    | 2011    |
| Einwohner | 67.019 | 160.662 | 151.102 |

Die mehrheitlich Hindi und Kannada sprechende Bevölkerung besteht zu ca. 77 % aus Hindus, zu ca. 17 % aus Moslems und zu knapp 5 % aus Christen; Jains, Sikhs und Buddhisten bilden zahlenmäßig kleine Minderheiten. Ausnahmsweise liegt der männliche Bevölkerungsanteil geringfügig unter dem weiblichen.

## Wirtschaft
Bhadravati ist eine verkehrstechnisch günstig gelegene und von Schwer- und Papierindustrie geprägte Industriestadt; daneben gibt es zahlreiche Zulieferbetriebe und Ausbildungseinrichtungen.

## Geschichte
Der mittelalterliche Name der Stadt lautete Benkipura oder Venkipura. Im Jahr 1918 entstand eine Eisenerz verarbeitende Industrie; 1936 folgte die Ansiedlung einer Papiermühle auf dem linken Ufer des Bhadra-River. Es gab Pläne, die beiden Städte Shivamogga und Bhadravati zu einer wirtschaftlichen und politischen Einheit zusammenzuschließen.

## Sehenswürdigkeiten

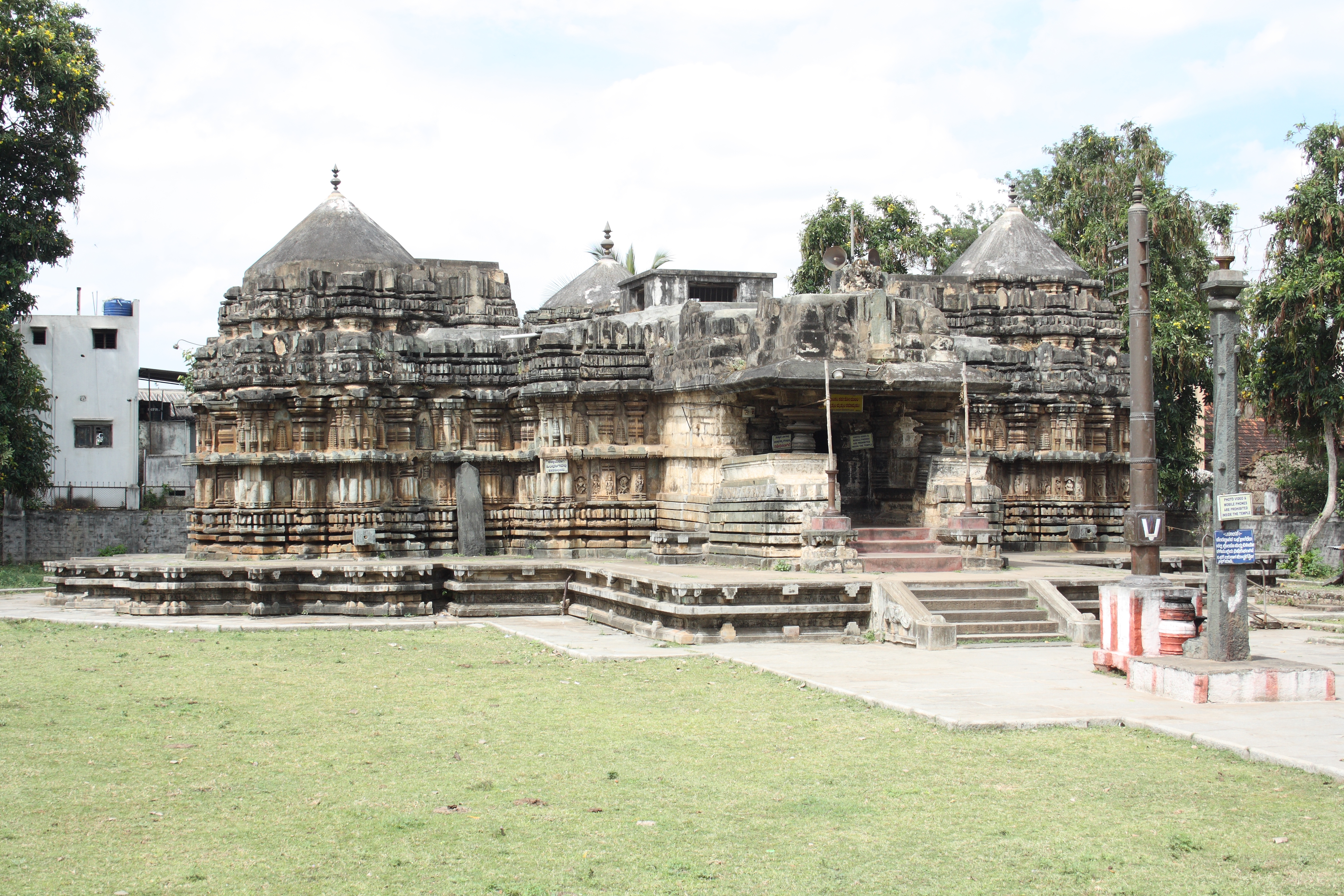
Lakshmi-Narasimha-Tempel

- Die wichtigste Sehenswürdigkeit der Stadt, der dem Hindugott Vishnu geweihte Lakshmi Narasimha Temple, wurde von König Vira Narasimha II. (reg. 1220–1235), dem Urenkel des bedeutenden Hoysala-Herrschers Vishnuvardhana (reg. 1108–1152) erbaut. Ähnlich wie beim Chennakeshava-Tempel von Somanathapura ist der Grundriss kleeblattförmig; die Shikhara-Aufbauten über den drei Cellae (garbhagrihas) wurden niemals fertiggestellt oder aber in späterer Zeit zerstört. Der gesamte Tempel steht auf einer ca. 1 m hohen Plattform (jagati), die eine rituelle Umschreitung (pradakshina) des Bauwerks ermöglicht. Wie bei allen Hoysala-Tempeln ist der ornamentale und figürliche Bauschmuck von außergewöhnlicher handwerklicher und künstlerischer Qualität.
- Mehrere neuzeitliche Tempel stehen im Stadtgebiet verteilt.
- Eine monumentale Shiva-Statue befindet sich am Bhadra-Fluss.

Umgebung
- In der rund 25 km nördlich gelegenen Kleinstadt Kudli steht der etwa 100 Jahre ältere, aber deutlich kleinere und gänzlich ohne äußeren Figurenschmuck auskommende Rameshvara-Tempel.
- Ungefähr 25 km südwestlich der Stadt befindet sich die Staumauer des Bhadra-Stausees; etwa 100 km südlich liegt das Bhadra Wildlife Sanctuary.

## Söhne und Töchter der Stadt
- Sheela Gowda (* 1957), Künstlerin